# Dušanka Janežič
Dušanka Janežič, slovenska matematičarka in fizikalna kemičarka * 21. maj 1952, Ljubljana.

## Življenjepis
Dušanka Janežič je od 1987 poučevala matematiko na Naravoslovnotehniški fakulteti v Ljubljani in bila tudi gostujoča profesorica na več tujih univerzah ter članica uredniških odborov v več tujih strokovnih revijah. Kasneje je postala predavateljica na Fakulteti za matematiko, naravoslovje in informacijske tehnologije Univerze na Primorskem in znanstvena svetnica na Fakulteti za kemijo in kemijsko tehnologijo v Ljubljani. Bila je tudi vodja Laboratorija za molekularno modeliranje na Kemijskem inštitutu, vendar je položaj leta 2013 izgubila zaradi obtožb o nepotizmu.
Velja za pionirko matematičnega modeliranja molekul v Sloveniji.

## Priznanja
Leta 1999 je bila imenovana za ambasadorko Republike Slovenije v znanosti, leta 2013 pa je prejela Zoisovo nagrado za vrhunske dosežke v matematiki v naravoslovju. Javna agencija za raziskovalno dejavnost RS je članek skupine avtorjev pod njenim vodstvom, v katerem so opisali model spreminjanja konformacije bakterijske ligaze DDl, uvrstila med izjemne znanstvene dosežke za leto 2012.